# ゲドウ
ゲドウは、島根県、広島県など中国地方に多く伝わる憑き物（他人に憑依して害を成す霊）。ゲドともいい、外道、下道などとも表記される。山口や四国の一部にも伝承がみられる。

## 概要
ゲドウの姿はイタチに似てそれよりも小さいといい、色は鼠色ともまだらであるともいう。島根県鹿足郡日原町（現・津和野町）では口の裂けたモグラのようなもの、広島県三次市では足の短い茶褐色の動物という。地域によってはトウビョウと同じく蛇霊であるともいう。犬神や狐憑きと同じものという説もあり、山口県豊浦郡では犬の怨霊を「犬外道」と呼んだほか、元禄時代の『本朝故事因縁集』でも外道が犬神と同じものとして扱われている。「ウッウッ」「グッグッ」とカエルのような鳴き声をあげるという。徳島県では横死した人間の怨霊といわれる。
ゲドウを持つ家系はゲドウ持ちといわれ、台所や納屋の下で小豆飯を餌としてゲドウを飼い、その姿は飼い主のみに見えるという。他の憑きもの筋と同様、特に短期間で裕福になった家庭はゲドウ持ちと噂される傾向があった。
あるときにゲドウ持ちといわれる家から盗みを働いた者がいたが、その者は精神に異常を来たし「あの家からゲドが噛みついてくる」などと言って助けを求め、家の狭い場所へと逃げ込むようになった。家人が訊ねたところ、猫くらいの大きさの黒褐色のものが襲ってきたのだという。
ゲドウは一つの群れにつき75匹おり、ゲドウ持ちの家に娘が産まれるたびに群れが一つ増え、その娘が嫁に行くと、産まれたとき増えた群れが一緒に嫁ぎ先について行くという。こうしてゲドウ持ちと縁組をすると自分の家もゲドウ持ちになってしまうため、他の憑きもの筋と同様に、そのような縁組はするべきではないとされていたという。また、ゲドウは自分のいる家が繁栄している間は人に憑くことはないが、その家が衰退し始めると人に憑き、やがてその家は滅びてしまうという。

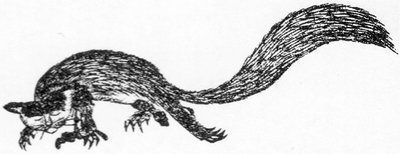
三好想山『想山著聞奇集』より「管狐 」

なお本来の外道とは、仏教を受け入れない異教者を意味する仏教用語であり、これが転じて他人を罵倒する言葉に用いられたのであり、このことからゲドウとは特定の獣ではなく、狐憑きや犬神憑きなど憑き物全体を罵倒する言葉に過ぎないとの見方もある。宮城県では、管狐のことをゲドウともいう。